# Corethamnium
Corethamnium é um género botânico pertencente à família Asteraceae.